# Выпускной (фильм, 2020)
«Выпускной» (англ. Prom) — американский комедийный мюзикл 2020 года режиссёра Райана Мерфи. В фильме снимались Мэрил Стрип, Джеймс Корден, Николь Кидман, Киган-Майкл Кей, Эндрю Рэннеллс.
Фильм вышел в ограниченный прокат в кинотеатрах 4 декабря 2020 года, до его трансляции на Netflix 11 декабря 2020 года.

## Сюжет
Родительский комитет школы отменяет выпускной бал, чтобы не дать Эмме Нолан прийти на него со своей девушкой лесбиянкой. О притеснениях Эммы узнают эгоистичные бродвейские звезды Ди Ди Аллен и Барри Гликман. Решив восстановить собственную репутацию после неудавшегося мюзикла они отправляются в Индиану, чтобы вернуть выпускной бал для Эммы и её возлюбленной.

## В ролях
- Мэрил Стрип — Ди Ди Аллен, нарциссическая актриса с Бродвея, двукратный лауреат премии Тони.
- Джеймс Корден — Барри Гликман, нарциссический актёр Бродвея.
  - Сэм Пиллоу — молодой Барри Гликман.
- Николь Кидман — Энжи Дикинсон, хористка.
- Керри Вашингтон — миссис Гринэ, глава родительского совета.
- Киган-Майкл Кей — директор Хоукинс.
- Эндрю Рэннеллс — Трент Оливер, выпускник Джульярда и бывшая звезда ситкома.
- Джо Эллен Пеллман — Эмма Нолан, лесбиянка, тинейджер.
- Ариана Дебос — Алисия Гринэ, девушка Эммы.
- Трейси Ульман — Вера Гликман, мама Барри.
- Кевин Чемберлин — Шелдон Саперштейн, публицист Ди Ди и Барри.
- Мэри Кей Плейс — бабушка Би, бабушка Эммы.